# Campagne du Nouveau-Mexique
Guerre de Sécession
Batailles
Campagne du Nouveau-Mexique
- Valverde
- Glorieta Pass
- Albuquerque
- Peralta

La campagne du Nouveau-Mexique est une opération militaire de la guerre de Sécession. Elle a lieu entre les mois de février et d'avril 1862. Elle voit des forces confédérées, sous le commandement du brigadier général Henry H. Sibley envahir le nord du Territoire du Nouveau-Mexique dans le but de s'emparer des gisements aurifères du Colorado et de s'ouvrir une voie vers les ports de Californie.
Les historiens considèrent que cette opération est la plus importante des tentatives sudistes d'ouvrir un nouveau front et de prendre le contrôle des territoires de l'Ouest. C'est aussi l'un des évènements majeurs de l'histoire de l'État du Nouveau-Mexique.
Partis de Fort Bliss, au Texas, les confédérés remontent vers le nord la vallée du Rio Grande. Malgré leur victoire à Valverde, ils ne peuvent se rendre maîtres de Fort Craig, principale place nordiste de la région, et continuent vers Santa Fe qu'ils investissent le 13 mars 1862. Voulant attaquer Fort Union, dans la vallée du Pecos, ouvrant la voie aux grandes plaines de l'Est des montagnes Rocheuses, ils se heurtent aux nordistes à Glorieta Pass. Vainqueurs, ils sont tout de même obligés de se replier, à la suite de la destruction de leur convoi de ravitaillement, et de regagner le Texas.
Une victoire sudiste dans cette campagne aurait privé les nordistes des moyens monétaires fournis par les mines de cette région. S'établir sur la côte Pacifique aurait aussi permis à la Confédération d'obtenir un débouché maritime que les nordistes auraient eu toutes les peines du monde à mettre sous blocus,.
Une victoire sudiste à l'Ouest aurait aussi obligé les nordistes à détacher des troupes utilisées sur les théâtres d'opérations de l'Est et du Mississippi, ainsi que des troupes destinées à contrôler les tribus amérindiennes des Grandes Plaines et des montagnes Rocheuses.

## La situation au début de l'année 1862

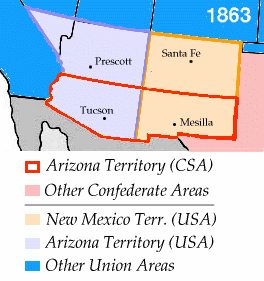
Revendications territoriales des Confédérés (encadrées en rouge) entre 1861 et 1865. La date de 1863 marque la division du Territoire fédéral du Nouveau-Mexique et la création du Territoire de l'Arizona.

Depuis le début des hostilités, le 12 avril 1861, les combats se sont concentrés dans l'est du pays. Les territoires du « Far-West » ont été épargnés. Mais les facteurs de division y sont aussi à l'œuvre. C'est le cas dans le Territoire du Nouveau-Mexique
Durant des années, les habitants de la partie sud du Territoire du Nouveau-Mexique se sont plaints d'être laissés à leur sort par un gouvernement local trop lointain (à Santa Fe). Le retrait des forces fédérales au début du conflit, pousse cette partie du territoire à choisir le camp sudiste. Tucson et Mesilla votant des conventions en ce sens en mars 1861. Des unités de milice sont aussi levées,. En juillet 1861, le lieutenant colonel John R. Baylor prend le contrôle de Mesilla avec un bataillon de tirailleurs à cheval (« Mounted Rifles ») du Texas et proclame la création du « Territoire Confédéré de l'Arizona » couvrant la partie du Territoire du Nouveau-Mexique située au sud du 34e parallèle.

## Les objectifs des sudistes
La campagne de 1862 est dans la ligne de cette évolution, rejoignant la stratégie exposée par Henry H. Sibley devant le président confédéré Jefferson Davis. Pour le général Sibley, il fallait lancer une offensive pour s'emparer du flanc est des montagnes Rocheuses et du Territoire du Colorado, alors au plus fort de sa ruée vers l'or. Ensuite, prendre, avec Fort Laramie, le contrôle de la piste de l'Oregon. Dans un second temps, les forces confédérées se tourneraient vers l'ouest pour s'emparer du Nevada et de la Californie, l'un riche en ressources minières, l'autre ouvrant la porte sur le Pacifique.
Pour la mise en œuvre de la première partie de son plan, il envisageait une armée traînant un minimum d'approvisionnements, pour ne vivre que sur le pays et sur les dépôts nordistes dans les forts qui seraient capturés, tout au long de la piste de Santa Fe.
Ultérieurement, le général Sibley envisageait même de conquérir des régions du nord du Mexique (Chihuahua, Sonora et Basse-Californie), par achat ou par la force.

## Le dispositif nordiste
En 1861, le théâtre d'opérations de l'ouest est encore jugé, par Washington, secondaire par rapport à celui de l'est. Le 17 mai 1861, ce sont 34 compagnies — environ 3 400 hommes — qui reçoivent l'ordre de quitter la région pour le Kansas,.
À l'ouverture du conflit, les principales garnisons sont à Santa Fe, Albuquerque, Los Lunas, Camp Burgwin et Tucson avec 15 forts importants dans la région des Rocheuses. La stratégie nordiste va consister à abandonner certaines places pour renforcer les autres. Une ligne de défense sera établie le long de la vallée du Río Grande, protégeant la route de l'est vers le Kansas et celle du nord vers le Colorado. Cette ligne passera par Santa Fe, Albuquerque, Fort Garland, Fort Union, Fort Stanton et Fort Craig.
Les commandants des départements militaires du Nouveau-Mexique et de Californie ayant démissionné pour rejoindre les rangs sudistes des remplaçants intérimaires doivent être nommés. C'est ainsi que le commandant du 10e régiment d'infanterie, le lieutenant-colonel Edward R.S. Canby se retrouve à la tête du département du Nouveau-Mexique pour toute la campagne.

## Forces en présence

### Forces confédérées

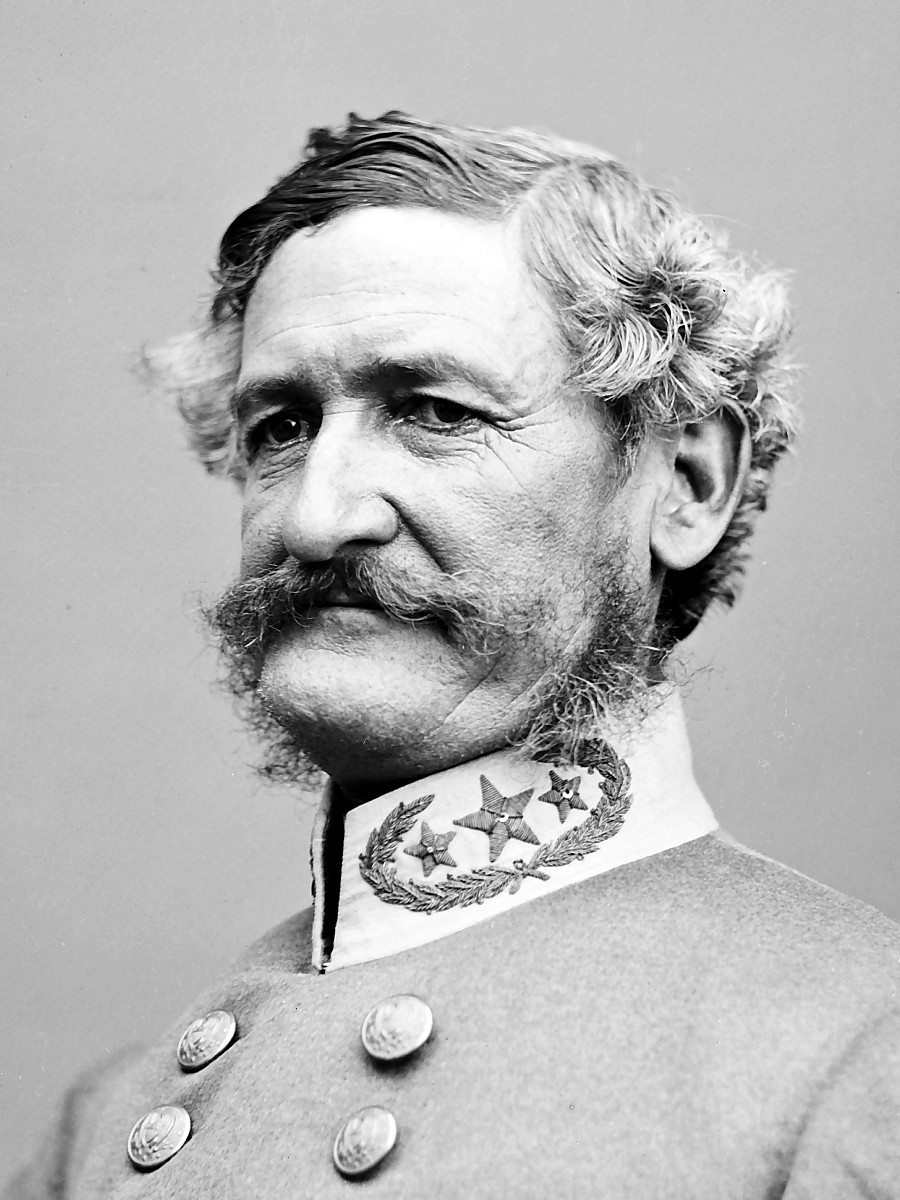
Portrait de Henry Hopkins Sibley par Mathew Brady, c. 1865.

L'armée du Nouveau-Mexique est placée sous le commandement du brigadier général Henry Hopkins Sibley.
Elle est composée des unités suivantes :
- 4e et 5e régiments de tirailleurs à cheval du Texas (« Texas Mounted Rifles »). Chaque régiment dispose d'obusiers de montagne.
- 2e « Texas Mounted Rifles », 6 compagnies et une batterie d'artillerie ;
- 7e « Texas Mounted Rifles », 5 compagnies ;
- plusieurs compagnies à cheval de volontaires de l'Arizona ;

Le général Sibley regroupe son artillerie en un bataillon, placée sous les ordres du capitaine, puis major, Trevanion Teel.
5 compagnies supplémentaires du 7e Texas rejoindront à la fin février. Elles serviront de garnison au Fort Thorn à Mesilla.

### Forces fédérales

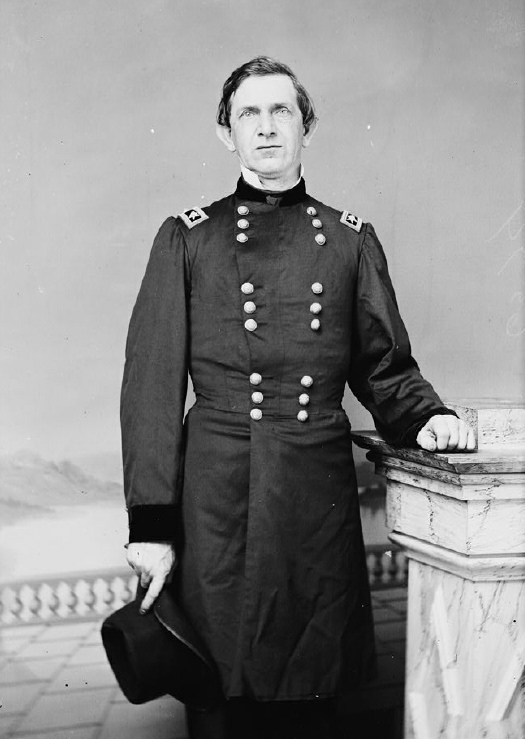
Le général Edward Canby.

Les forces fédérales du département du Nouveau-Mexique sont placées sous le commandement du colonel Edward R.S. Canby, à Fort Craig.
Il y dispose des unités suivantes :
- Unités de volontaires.
  - 5 régiments d'infanterie des volontaires du Nouveau-Mexique[n 4];
  - 1 compagnie du 2e régiment d'infanterie du Colorado ;.
  - 2 régiments de la milice du Nouveau-Mexique ;
  - 2 batteries provisoires d'artillerie ;
- Unités de l'armée régulière.
  - 11 compagnies du 5e régiment d'infanterie U.S. ;
  - 3 compagnies du 7e régiment d'infanterie U.S. ;
  - 3 compagnies du 10e régiment d'infanterie U.S. ;
  - 6 compagnies des 2e et 3e régiments de Cavalerie U.S.

À Fort Union, le colonel Gabriel R. Paul dispose  du 1er régiment d'infanterie du Colorado, une compagnie du 2e Colorado, un bataillon du 5e régiment d'infanterie U.S. ainsi que d'une compagnie du 4e régiment d'infanterie du Nouveau-Mexique. Comme cavalerie, un détachement issu des 1er et 3e régiments de Cavalerie U.S. Il a aussi 2 batteries provisoires d'artillerie.

## Déroulement de la campagne
La campagne du Nouveau-Mexique peut être divisée en 4 phases successives.

### Fort Graig et Valverde
L'armée du Nouveau Mexique du brigadier général Henry H. Sibley remonte le cours du Rio Grande. Pour éviter Fort Craig, où sont stationnées d'importantes forces nordistes, les sudistes quittent la piste et passent sur la rive droite. Repérés sans difficulté par les nordistes, ceux-ci veulent leur couper la route quelques kilomètres au nord, à Valverde.
L'assaut nordiste est repoussé par les confédérés. Ils regagnent Fort Craig, laissant les sudistes reprendre leur marche vers le nord.

### Réaction nordiste
- Au Nouveau-Mexique.
- À Fort Union.
- Au Colorado.
- En Californie.

Dès août 1861, le gouvernement fédéral avait commencé à recruter des unités. Une partie d'entre elles, sous le nom de « colonne de Californie », sont rassemblées à Fort Yuma et mises en route en mars 1862. Les contrées inhospitalières qu'elle aura à traverser et les actions de retardement des sudistes, sans oublier les actions des indiens, font qu'elle n'arrivera qu'après la fin de la campagne. Cependant son approche, connue des sudistes, aura contribué à leur décision d'évacuation des territoires du Nouveau-Mexique.

### Glorieta Pass
Le 13 mars 1862, les forces confédérées prennent le contrôle de Santa Fe. L'étape suivante doit les mener à Fort Union, important arsenal et dépôt tenu par les forces fédérales, c'est-à-dire à passer de la vallée du Rio Grande vers celle, à l'est du Pecos. La route passe par un col, celui de Glorieta Pass.
Une force nordiste leur barre le passage. Les sudistes les obligent à reculer mais la perte de leur propre colonne de ravitaillement, détruite par un détachement de cavalerie nordiste, interdit toute exploitation de leur victoire et impose de revenir à Santa Fe.
Incapables de reconstituer, avec les ressources locales, les approvisionnements nécessaires, les forces sudistes reprennent la route du Texas.

### Peralta et fin de la campagne
Edward Canby pensait tout d'abord à ordonner la retraite jusqu'à Fort Union. Mais après avoir réalisé la faiblesse des forces sudistes, il cherche à concentrer les forces nordistes. Ne laissant que de faibles garnisons à Fort Craig et Fort Union, les troupes sont rassemblées dans la région d'Albuquerque.
Inférieures en nombre, limitées dans leur ravitaillement et leurs munitions, les forces confédérées quittent Albuquerque le 12 avril en direction du Texas.
Le 14 avril, les troupes du général Edward R.S. Canby rencontrent celles de du général Henry S. Sibley près de Peralta.
Des escarmouches durent jusqu'au début de l'après-midi, quand une tempête de sable met fin aux combats et permet aux sudistes de décrocher. Leur retraite les mènera à Mesilla puis San Antonio, semant des centaines de traînards derrière eux. Une arrière-garde de quatre compagnies du 7e Texas, avec quelques compagnies venues de la partie confédérée de l'Arizona, tiendra Fort Thorn sous le commandement du colonel William Steele. Ces forces regagneront le Texas début juillet 1862, devant la menace d'unités fédérales venant du Kansas et de Californie.

## Les conséquences
Après la retraite des forces sudistes, des forces fédérales commandées par le colonel James H. Carleton, et issues de la « colonne de Californie » occupèrent plusieurs forts de l'ouest du Texas. Edward R.S. Canby gagne ses galons de brigadier général et est affecté sur le théâtre d'opérations de l'Est. James H. Carleton lui succède, comme brigadier général.
Les meilleurs éléments des volontaires du Nouveau-Mexique vont former le « 1er régiment de Cavalerie du Nouveau-Mexique », sous les ordres de Kit Carson. Ce régiment passera le reste du conflit à guerroyer contre les tribus amérindiennes du territoire.
Bien que les sudistes continuent à considérer l'Arizona comme faisant partie intégrante du territoire de la Confédération, et formeront plusieurs fois des plans pour en reprendre le contrôle, ils n'arriveront jamais à les mettre en action. La brigade de Henry S. Sibley servira dans différents endroits du Texas et de la Louisiane, avec parfois le nom de « brigade de l'Arizona ».
Finalement, Henry S. Sibley sera relégué à la direction des trains de ravitaillement en 1863.

## Sources
- (en) Cet article est partiellement ou en totalité issu de l’article de Wikipédia en anglais intitulé « New Mexico Campaign » (voir la liste des auteurs).